# Леприкон (филм)
„Леприкон“ (на английски: Leprechaun) е американска хорър комедия от 1993 г. С този филм дебют в киното прави Дженифър Анистън.

## Сюжет
Внимание:  Текстът по-долу разкрива сюжета на произведението (или части от него)!
През 1983 г. Даниъл О'Грейди се връща от Ирландия и казва на жена си, че откраднал гърне със злато на леприкон. Той обаче не знае, че леприконът се е скрил в един от куфарите. След като убива съпругата му, О'Грейди опитва да спре леприкона с четирилистна детелина и го затваря в кутия. Докато го заравя, О'Грейди получава инфаркт и умира. 10 години по-късно в къщата се нанасят Джей Ди Рединг и дъщеря му Тори.

## Актьорски състав
- Уорик Дейвис – Леприконът
- Дженифър Анистън – Тори Рединг
- Кен Оланд – Нейтън Мърфи
- Марк Холтън – Ози Джоунс
- Робърт Хай Гормън – Алекс Мърфи
- Уилям Нюмън – шериф Кронин
- Шей Дъфин – Даниъл О'Грейди